# 霍卢伊农村居民点
霍卢伊农村居民点（俄语：Холуйское сельское поселение）是俄罗斯联邦伊万诺沃州尤扎区所属的一个农村居民点。其下辖有17个居民点，行政中心为霍卢伊。据2016年统计，该农村居民点的人口为1430人。